# وزارة شؤون الاتحاد الأوروبي (تركيا)
وزراة شؤون الاتحاد الأوروبي في تركيا (التركية: Avrupa Birliği Bakanlığı) هي وزارة تم انشاءها في 29 يونيو 2011، مسؤولة عن تنسيق كافة الامور المتعلقة بين الجمهورية التركية والاتحاد الأوروبي بما فيه انضمام تركيا إلى الاتحاد الأوروبي. شُكِّلت في 29 يونيو 2011 بعد فوز رئيس الوزراء رجب طيب أردوغان بولاية ثالثة في الانتخابات العامة عام 2011. وكانت الوزارة مسؤولة عن تنسيق المفاوضات ومشاريع الانضمام في جميع ولايات تركيا الـ 81، بهدف تطوير العلاقات بين تركيا والاتحاد الأوروبي. وشغل الوزير المسؤول في الوقت نفسه منصب كبير المفاوضين خلال عملية الانضمام، وكبير المفاوضين خلال محادثات الانضمام مع الاتحاد الأوروبي. وشغل الوزير المسؤول منصب كبير المفاوضين خلال عملية الانضمام، كما شغل منصب كبير المفاوضين خلال محادثات الانضمام مع الاتحاد الأوروبي.

## تاريخ الوزارة
أُنشئت الوزارة بعد فوز حزب العدالة والتنمية الحاكم في تركيا بولاية ثالثة في الانتخابات العامة عام 2011، تزامنًا مع تشكيل الحكومة التركية الحادية والستين. في السابق، كان وزير الخارجية هو المسؤول عن مفاوضات تركيا مع الاتحاد الأوروبي.
وقد ترأس الوزارة ستة وزراء في الماضي، وهم إيجمن باغيش (2011-2013)، مولود تشاووش أوغلو (2013-2014)، فولكان بوزكير (2014 – أغسطس 2015 ومرة أخرى من نوفمبر 2015 إلى 2016)، علي حيدر كونجا (أغسطس – سبتمبر 2015)، بيريل. ديديوغلو (سبتمبر-نوفمبر 2015) وعمر جيليك، في المنصب اعتبارًا من 24 مايو 2016 فصاعدًا.

### الالغاء والدمج
وبعد إعلان الحكومة الجديدة بعد الانتخابات الرئاسية في عام 2018، تم حل الوزارة بموجب المرسوم بقانون رقم ٧٠٣ ، وتم استبدالها بمديرية شؤون الاتحاد الأوروبي، وهي وحدة فرعية تابعة لوزارة الخارجية.

## قائمة الوزارء
بين عامي 2011 و2018، كان ستة وزراء مسؤولين عن هذه الوزارة.
| #   | صورة | الوزير                     | من               | إلى            | الحزب                 | الحكومة |
| --- | ---- | -------------------------- | ---------------- | -------------- | --------------------- | ------- |
| 1   |      | إيجمن باغيش (1970– )       | 29 يونيو 2011    | 25 ديسمبر 2013 | حزب العدالة والتنمية  | 61st    |
| 2   |      | مولود جاويش أوغلي (1968– ) | 25 ديسمبر 2013   | 29 اغسطس 2014  | حزب العدالة والتنمية  | 61st    |
| 3   |      | فولكان بوزكر (1950– )      | 29 August 2014   | 28 اغسطس 2015  | حزب العدالة والتنمية  | 62nd    |
| 4   |      | علي حيدر كونكا (1950– )    | 28 اغسطس 2015    | 22 سبتمبر 2015 | حزب الشعوب الديمقراطي | 63rd    |
| 5   |      | بيريل ديديوغلو (1961–2019) | 22 سبتمبر 2015   | 17 نوفمبر 2015 | مستقل                 | 63rd    |
| (3) |      | فولكان بوزكر (1950– )      | 24 November 2015 | 24 May 2016    | حزب العدالة والتنمية  | 64th    |
| 6   |      | عمر جليك (1968– )          | 24 May 2016      | 9 July 2018    | حزب العدالة والتنمية  | 65th    |

## المهام والواجبات
- إدارة الوزارة وفقاً للدستور والقوانين وبرنامج الحكومة والسياسات والاستراتيجيات التي يحددها مجلس الوزراء.[4][بحاجة لمصدر]
- إعداد السياسات والاستراتيجيات بشأن القضايا التي تقع ضمن نطاق مهام الوزارة، وتحديد الأهداف السنوية وفقاً لها
- تحديد معايير الأداء، وإعداد ميزانية الوزارة، وإجراء الدراسات اللازمة للتنظيم القانوني والإداري، وتنسيق ومتابعة وتقييم التنفيذ وفقاً للاستراتيجيات والأهداف ومعايير الأداء المحددة.
- مراجعة أنشطة وعمليات الوزارة، ومراجعة أنظمة الإدارة، ومراقبة فعالية الهيكل التنظيمي وعمليات الإدارة، وضمان تطوير الإدارة.
- ضمان التعاون والتنسيق بين الوزارات الأخرى والمؤسسات والهيئات العامة بشأن القضايا التي تدخل في مجال نشاطها.

## التنظيم
قامت وزارة شؤون الاتحاد الأوروبي بتاسيس المديريات الـ 16 التالية عام 2015:
1. مديرية الشؤون السياسية
2. مديرية سياسة الانضمام
3. مديرية السياسات القطاعية
4. مديرية السياسات الاجتماعية والإقليمية والابتكارية
5. مديرية السياسات الاقتصادية والمالية
6. مديرية السوق الموحدة والمنافسة
7. مديرية الزراعة والثروة السمكية
8. مديرية التعاون المالي
9. مديرية المجتمع المدني والاتصالات والثقافة
10. مديرية تنفيذ المشاريع
11. مديرية قانون الاتحاد الأوروبي
12. مديرية تنسيق الترجمة
13. مديرية التدريب وبناء المؤسسات
14. مديرية البحث والتوثيق
15. مديرية الخدمات الإدارية
16. إدارة التنمية الاستراتيجية

## انظر ايضا
- انضمام تركيا إلى الاتحاد الأوروبي
- اتفاقية انقرة 1963
- الاتحاد الجمركي بين الاتحاد الأوروبي-تركيا
- العلاقات بين الاتحاد الأوروبي وتركيا
- برنامج إيراسموس
- كبير المفاوضين بشأن انضمام تركيا إلى الاتحاد الأوروبي[الإنجليزية]